# موتوكي هاسيغاوا
موتوكي هاسيغاوا (باليابانية: 長谷川 元希) (مواليد 10 ديسمبر 1998) هو لاعب كرة قدم ياباني.

## وصلات خارجية
- موتوكي هاسيغاوا على موقع رابطة كرة القدم اليابانية للمحترفين (اليابانية)
- موتوكي هاسيغاوا على موقع قاعدة بيانات كرة القدم.إي يو (الإنجليزية)
- موتوكي هاسيغاوا على موقع Soccerway.com (الإنجليزية)
- موتوكي هاسيغاوا على موقع عالم كرة القدم.نت (الإنجليزية)